# It’s Raining Again
It’s Raining Again – ballada poprockowa brytyjskiej grupy Supertramp, pochodząca z albumu ...Famous Last Words... wydanego na singlu w roku 1982. Jest on podpisany jako wspólna kompozycja Ricka Daviesa i Rogera Hodgsona, lecz tak naprawdę jest to kompozycja Hodgsona. Podobnie jak Lennon i McCartney – Davies i Hodgson stanowili duet kompozytorski, aż do odejścia tego drugiego w 1983.
Wszystkie wokale w wersji studyjnej zostały nagrane przez Rogera Hodgsona. W wersjach granych na żywo podczas trasy koncertowej promującej album ...Famous Last Words... w 1983 John Helliwell i Scott Page śpiewali niższe partie wokalne w czasie gdy Hodgson śpiewał wyższe. Piosenkę kończy wiersz „It’s Raining, It’s Pouring”. Piosenka zawiera również solówkę zagraną na melodyjce przez Ricka Daviesa, które miało być zagrane przez Johna Helliwela, jednak popełniał on błędy w grze, jak później okazało się we francuskim wywiadzie radiowym.

## Teledysk
Teledysk w reżyserii późniejszego reżysera filmu „Nieśmiertelny” Russella Mulcahyego opowiada o mężczyźnie, który wyrusza w podróż za swoją dziewczyną, jednak po drodze spotykają go same nieszczęścia, lecz na końcu odnajduje on ukochaną. Muzycy zespołu zagrali w teledysku role epizodyczne: John Helliwell – saksofonistę ulicznego, Dougie Thompson – kierowcę autobusu (był to ostatni film, na którym widać Thompsona z charakterystyczna brodą), Roger Hodgson – gitarzystę w autobusie, a Rick Davies i Bob Siebenberg – wieśniaków w samochodzie.

## Utwór w mediach
Piosenka była puszczana przez Fox netoworks NASCAR, gdy emisję przerywał deszcz.

## Spis utworów
Singiel 7"
A. „It’s Raining Again” – 4:24

B. „Bonnie” – 5:37

## Twórcy
- Roger Hodgson – fortepian, wokal prowadzący i wspierający
- Rick Davies – syntezatory, melodyjka
- John Helliwell – saksofon, syntezatory
- Dougie Thompson – gitara basowa
- Bob Siebenberg – perkusja